# Geosat
GEOSAT (GEOdetic SATellite) est un satellite d'observation de la Terre de la Marine de guerre américaine lancé en 1985 qui a assuré la première mission d'altimétrie satellitaire fournissant des données de qualité. Durant la première partie de sa mission il a effectué un relevé du géoïde marin à l'aide d'un altimètre radar. Durant la deuxième phase de la mission il a été placé sur une orbite phasée de 17 jours et a mesuré le niveau des océans et ses variations jusqu'à son arrêt en 1990. Le satellite GFO (Geosat Follow On) a pris sa suite à partir de 1998.

## Contexte
La surface de l'océan n'est pas plate même par temps calme. Elle reflète les variations du champ gravitationnel terrestre elles-mêmes liées à la structure non homogène de l'écorce terrestre. Le dénivelé à la surface de l'océan peut dépasser 100 mètres mais il n'est pas perceptible car la pente s'étale sur des dizaines voire des centaines de kilomètres. Durant la guerre froide la Marine de guerre américaine a voulu établir une carte précise de ces dénivelés pour que ceux-ci soient pris en compte dans le calcul des trajectoires des missiles balistiques intercontinentaux tirés par ses sous-marins. L'Office of Naval Research (ONR) a fait réaliser par le Laboratoire de Physique Appliquée de l'université Johns-Hopkins le satellite Geosat afin qu'il mesure ces dénivelés avec une précision de quelques centimètres.

## Caractéristiques du satellite
Geosat est un satellite de 675 kg dont les caractéristiques sont proches du satellite GEOS-3 (en). Il comprend une partie centrale conique prolongée par un mat long de 6 mètres au bout duquel est attachée une masse de 40 kg qui permet de stabiliser le satellite par gradient de gravité et de pointer le radar altimètre avec une précision de 1°. Des petits propulseurs, un magnétomètre vectoriel tri-axial et des senseurs solaires complètent de système de contrôle d'orientation. Le satellite est équipé de deux transpondeurs utilisés pour établir avec précision la position et l'orbite du satellite par effet Doppler. Il embarque un radar altimètre mono-fréquence fonctionnant en bande Ka (2 cm) et émettant un faisceau de 2° avec une antenne parabolique de 1,04 mètre de diamètre. Le radar représente une masse de 86,5 kg et consomme 125 watts.

## Déroulement de la mission

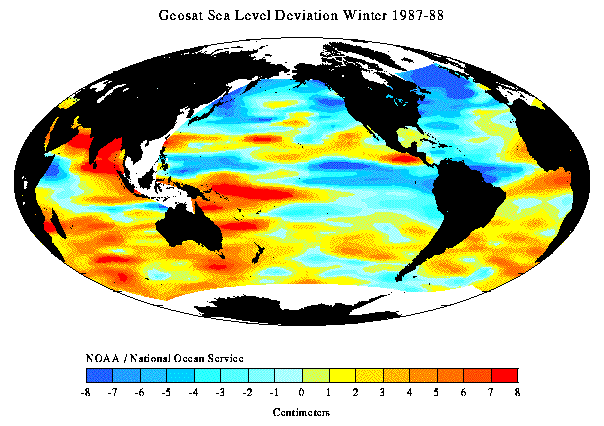
Écart de la hauteur des océans par rapport au géoïde idéal mesuré par Geosat durant l'hiver 1987-88

Le satellite a été lancé le 12 mars 1985 par une fusée Atlas-E depuis la base de lancement de Vandenberg. La mission a comporté deux phases :
- Durant la mission géodésique (GM Geodetic mission) Geosat est placé sur une orbite héliosynchrone quasi phasée de 3 jours de 814 × 757 km avec une inclinaison de 108,1°. Cette première partie de la mission, qui s'est déroulée du 31 mars 1985 au 30 septembre 1986, a permis de calculer un géoïde marin avec des relevés espacés en moyenne de 4 km. Les données obtenues sont restées classifiées jusqu'en juin 1995.
- Pour la deuxième phase, baptisée ERM (Exact Repeat Mission), le satellite a été manœuvré de manière à parcourir une orbite phasée  exacte de 17,05 jours avec une altitude de 800 km et une inclinaison de 108°. La mission ERM a débuté en novembre 1986 et s'est achevée en janvier 1990 à la suite d'une dégradation du fonctionnement des batteries et des systèmes d'enregistrement de données. Les informations recueillies durant cette phase, non classifiées, ont permis aux scientifiques d'étudier la dynamique des océans.

La marine américaine a tenté de lancer une autre mission d'altimétrie satellitaire : un radar altimètre devait être embarqué sur le satellite N-ROSS mais ce projet fut annulé pour des raisons budgétaires ; le projet de micro-satellite SALT embarquant uniquement un altimètre fut également annulé. Finalement le satellite Geosat Follow-On (c'est-à-dire suite de Geosat abrégé en GFO) sera lancé en 1998.